# Sd.Kfz. 9
Sd.Kfz. 9 (Sonder-Kraftfahrzeug 9 − Schwerer Zugkraftwagen 18 t) byl nejtěžší německý polopásový tahač užívaný během druhé světové války. Tahač byl navržen a vyráběn firmou FAMO, později i za spolupráce firem Vomag a Tatra v letech 1939–1944. Byl užíván jednak k tahání nejtěžších děl, jednak k vyprošťování těžké techniky. Užíval se i pro přepravu nákladů a na jeho podvozku vzniklo i samohybné dělo montáží protiletadlového kanónu Flak 37.

## Současnost
Rám jednoho tahače se našel na Slovensku, nyní je kompletně restaurován a nachází se u soukromého sběratele v obci Zvole u Mohelnice, plně pojízdný se občas objevuje na ukázkách po celé ČR a zahraničí.